# Bindslev
Bindslev er en mindre by i det nordlige Vendsyssel med 943 indbyggere  (2025), beliggende i Bindslev Sogn ca. 20 kilometer nordøst for Hjørring. Byen ligger i Hjørring Kommune og hører til Region Nordjylland.
Arkæologiske udgravninger har vist, at der har været bebyggelse på stedet helt fra stenalderen. I Bindslev Kirke (ca. 1 kilometer vest for byen) findes et usædvanligt velbevaret middelalderligt kalkmaleri forestillende Maria med barnet.
Byens idrætsforening, Bindslev/Tversted IF, kunne i 2006 fejre 80 års jubilæum. Ganske vist skete der i 1969 en udvidelse af Bindslev IF af 1926, da Tversted IF kom med under det nuværende navn, men der har gennem årene været enighed om at gå ud fra 1926 som året, hvor klubben blev stiftet.
BTI har flere gange været i Jyllandsserien, men dette er dog mange år siden. I dag spiller 1. holdet i Serie 4.
I dag er byen mest kendt for sit årlige harmonikatræf, der hvert år i uge 30 trækker tusindvis af mennesker til byen. Desuden findes Danmarks eneste fungerende jævnstrøms-elektricitetsværk i byen.
Bindslev kan du finde på www.bindslev-bhe.dk.

## Historie
I 1682 bestod Nørre Bindslev af 13 gårde og 13 huse med jord. Det samlede dyrkede areal udgjorde 326,0 tønder land skyldsat til 69,05 tønder hartkorn. Dyrkningsformen var græsmarksbrug med alsædejord.
Omkring århundredeskiftet blev byen beskrevet således: "Nørre-Bindslev med Skole, 2 Møller og Andelsmejeri, Købmandsforretninger o.s.v."
Bindslev voksede i mellemkrigstiden og efter 2. verdenskrig: i 1925 havde byen 556 indbyggere, i 1930 495, i 1935 590 og i 1940 631 indbyggere i 1945 666, i 1950 745, i 1955 747, i 1960 902 og 1.010 i 1965. I 1930 var erhvervssammensætningen: 95 levede af landbrug, 153 af industri og håndværk, 69 af handel, 46 af transport, 14 af immateriel virksomhed, 56 af husgerning, 60 var ude af erhverv og 2 havde ikke angivet oplysninger. Bindslev lå som en mindre oplandsby for området nord for Sindal.

## Kendte danskere født i Bindslev
- 1876 – Rasmus Bindslev, socialdemokratisk politiker og borgmester i Silkeborg, hvor Bindslevsplads er opkaldt efter ham.
- Kirsten Larsen, dansk badmintonspiller, der bl.a. vandt All England i 1987.